# Waslala
Waslala es un municipio de la Región Autónoma de la Costa Caribe Norte en la República de Nicaragua, el municipio es atendido político y administrativamente por el departamento de Matagalpa al estar muy lejano de Puerto Cabezas, su cabecera departamental.

## Toponimia
El término Waslala proviene del vocablo indígena waslala, cuyo significado es "Río de Plata". Puesto que, en dicho municipio la economía se mantiene en auge.

## Geografía
Este sitio "Río de Plata" limita: al norte con el municipio de Siuna, al sur con los municipios de Río Blanco y Rancho Grande, al este con los municipios de Mulukukú y Siuna y al oeste con los municipios de El Cuá y San José de Bocay. La cabecera municipal está ubicada a 241 kilómetros de la capital de Managua.

## Historia
Los orígenes de la población son poco conocidos, aunque es de conocimiento popular que la población actual no es exclusivamente originaria de la localidad. Según los recuerdos de los habitantes de municipios cercanos, se sabe que en el pasado el territorio estaba habitado por personas de tez clara, adaptadas al clima local y con un nivel económico equilibrado. Aproximadamente en 1977, se abrió la carretera que conecta Waslala con otros pueblos, lo que facilitó el comercio y el intercambio entre las comunidades.

Debido a su rápido crecimiento, Waslala fue elevado a municipio en 1989. Posteriormente, el 30 de junio de 2005, la Asamblea Nacional de Nicaragua le otorgó el rango de ciudad.

## Demografía
Waslala tiene una población actual de 60,702 habitantes. De la población total, el 52.1% son hombres y el 47.9% son mujeres. Casi el 21.7% de la población vive en la zona urbana.

## Barrios
Waslala está conformada por varios barrios que forman parte de su estructura urbana. Entre los principales barrios de la ciudad se encuentran:
- 19 de Julio

- Ausberto Paladino

- Barrio Nuevo

- Barrio Tres Ochenta

- Carlos Agüero

- Carlos Javier Barahona

- Claudia Chamorro

- El Aserrío

- El Papayo

- El Progreso

- El Triunfo

- Emir Cabezas

- La Esperanza

Cada uno de estos barrios contribuye al dinamismo y crecimiento de la ciudad, reflejando la diversidad social y cultural de la población local.

## Naturaleza y clima
El municipio cuenta con un clima tropical húmedo; la precipitación promedio oscila entre 1300 a 1500 mm anual. Se caracteriza por tener abundantes lluvias y bajas temperaturas; durante los doce meses del año el casco rural y urbano se mantiene equilibradamente fresco, por lo cual favorece al cuidado y mantenimiento de la piel de sus pobladores, además viene a ser de vital importancia, para la producción de los agricultores.
La máxima altitud del municipio se encuentra en el cerro de Zinica, que alcanza los 1,267 metros sobre el nivel del mar. Además, el municipio es atravesado por varios ríos caudalosos y de gran atractivo, como el Iyas, el Yaosca y el Tuma. Estos afluentes naturales son muy valorados por los visitantes debido a la pureza y frescura de sus aguas, lo que les ha valido el reconocimiento como "imanes" naturales.

## Economía
Las principales actividades económicas de la ciudad están centradas en la ganadería y el comercio. Dentro de la ciudad, se encuentran numerosos negocios y empresas que han decidido invertir para impulsar la economía municipal. En cambio, en las comunidades rurales, la economía depende principalmente de la ganadería y la agricultura.

## Cultura
En Waslala hay una famosa escuela de arte fundada por el pintor mural Francisco Pantoja.

## Educación
En el área urbana, existen varios centros de enseñanza que operan de lunes a viernes en los turnos matutino y vespertino. Además, la educación superior se ofrece en turnos sabatinos y dominicales, brindando opciones flexibles para los estudiantes.
Colegios privados y públicos como el Liceo Cristiano Estrella de Belén (LICEB), colegio "Adventista" y los  colegios públicos "Rubén Darío" y "José Dolores Estrada"; entre otros.
Además, cuenta con las instalaciones del Instituto Técnico Ubaldo Gervasoni, un Pequeño recinto de la UNAN, y por supuesto el revinto de la Universidad de las Regiones Autónomas de la Costa Caribe Nicaragüense (URACCAN).